# DoubleDuck
DoubleDuck è una serie di storie a fumetti di genere spionistico incentrate sull'omonimo protagonista, l'agente segreto DoubleDuck impersonato da Paperino, pubblicate dal 2008 sul settimanale Topolino, edito da The Walt Disney Company Italia e poi dalla Panini Comics. Il personaggio venne ideato da Max Monteduro nel 2007. Dal 2008 al 2021 vengono pubblicati oltre sessanta episodi.

## Trama
DoubleDuck è un agente della misteriosa Agenzia (il cui nome completo è "Agenzia talmente segreta da non avere nemmeno un nome") che si occupa di sgominare in tutto il mondo complotti e cospirazioni di ogni genere. Il suo obiettivo è quello di salvaguardare la sicurezza generale da chiunque la minacci.

## Storia editoriale
La prima storia della serie è iniziata sul n. 2735 di Topolino ed è terminata nel n. 2738. In seguito sono state pubblicate tre storie singole rispettivamente sui numeri 2767, 2784 e 2790. Successivamente sono state pubblicate altre serie a episodi: DoubleDuck - Missione Cuore termico (nn. 2797-2800), DoubleDuck - Cacciatori e prede (nn. 2815-2818) e DoubleDuck - Una missione lunga tre giorni (nn. 2867-2870). Tra Cacciatori e prede e Una missione lunga tre giorni sono state pubblicate altre due storie dai titoli DoubleDuck - Hong Island (n. 2855) e DoubleDuck - Segreti in bella mostra (n. 2858). Sul numero 2871 è stata pubblicata una storia dal titolo Chi ha incastrato DoubleDuck?. Dal numero 2936 al numero 2939 è stata pubblicata un'altra avventura in quattro parti dal titolo DoubleDuck - La macchina delle nuvole. Sono seguite DoubleDuck - Codice Olimpo, DoubleDuck - Pole Position e altre storie, tra cui, sui numeri 3153 e 3154, Timecrime, crossover tra DoubleDuck e Pikappa.

## DoubleDuck Definitive Collection
Dal giugno 2017 Panini Comics ha cominciato a riproporre la serie di DoubleDuck in volumi monografici, per la collana Definitive Collection.
| Volume collana | Titolo                | Puntate                   | Data di uscita    |
| -------------- | --------------------- | ------------------------- | ----------------- |
| 17             | DoubleDuck - volume 1 | 4                         | 15 giugno 2017    |
| 24             | DoubleDuck - volume 2 | 3                         | 15 gennaio 2018   |
| 27             | DoubleDuck - volume 3 | 4                         | 15 aprile 2018    |
| 31             | DoubleDuck - volume 4 | 10                        | 10 giugno 2019    |
| 34             | DoubleDuck - volume 5 | 8                         | 14 settembre 2020 |
| 35             | DoubleDuck - volume 6 | 8                         | 15 marzo 2021     |
| 36             | DoubleDuck - volume 7 | 6                         | 17 giugno 2021    |
| 37             | DoubleDuck - volume 8 | 9 (più le 5 storie brevi) | 4 novembre 2021   |
| 38             | DoubleDuck - volume 9 | 9                         | 7 aprile 2022     |